# Hochstift Passau

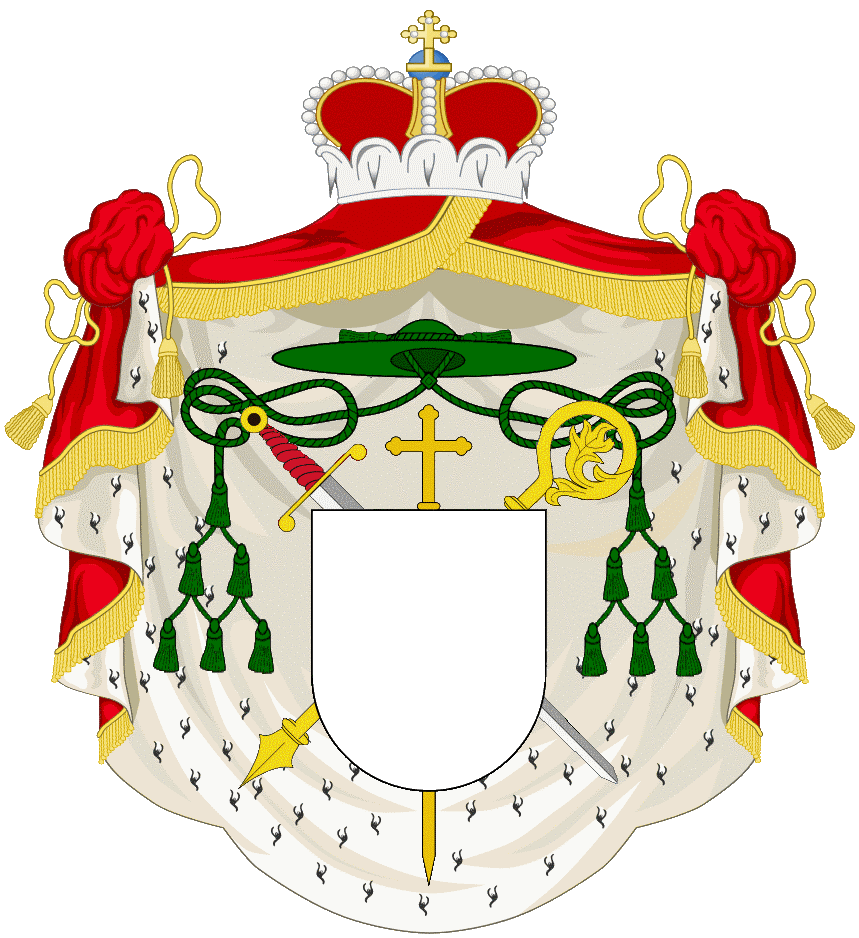
Wappen eines Fürstbischofs mit fürstlichen und bischöflichen heraldischen Würdezeichen.

Das Hochstift Passau war der weltliche Herrschaftsbereich der Fürstbischöfe von Passau und bestand bis zur Säkularisation durch den Reichsdeputationshauptschluss am 22. Februar 1803. Während die Diözese Passau mit 42.000 km² das größte Bistum des Heiligen Römischen Reichs war und sich zeitweise über Wien bis in den Westen Ungarns ausdehnte, war das Hochstift Passau mit zuletzt 991 km² wesentlich kleiner. Es lag rund um die Stadt Passau überwiegend in der Region des Bayerischen Waldes.

## Geschichte

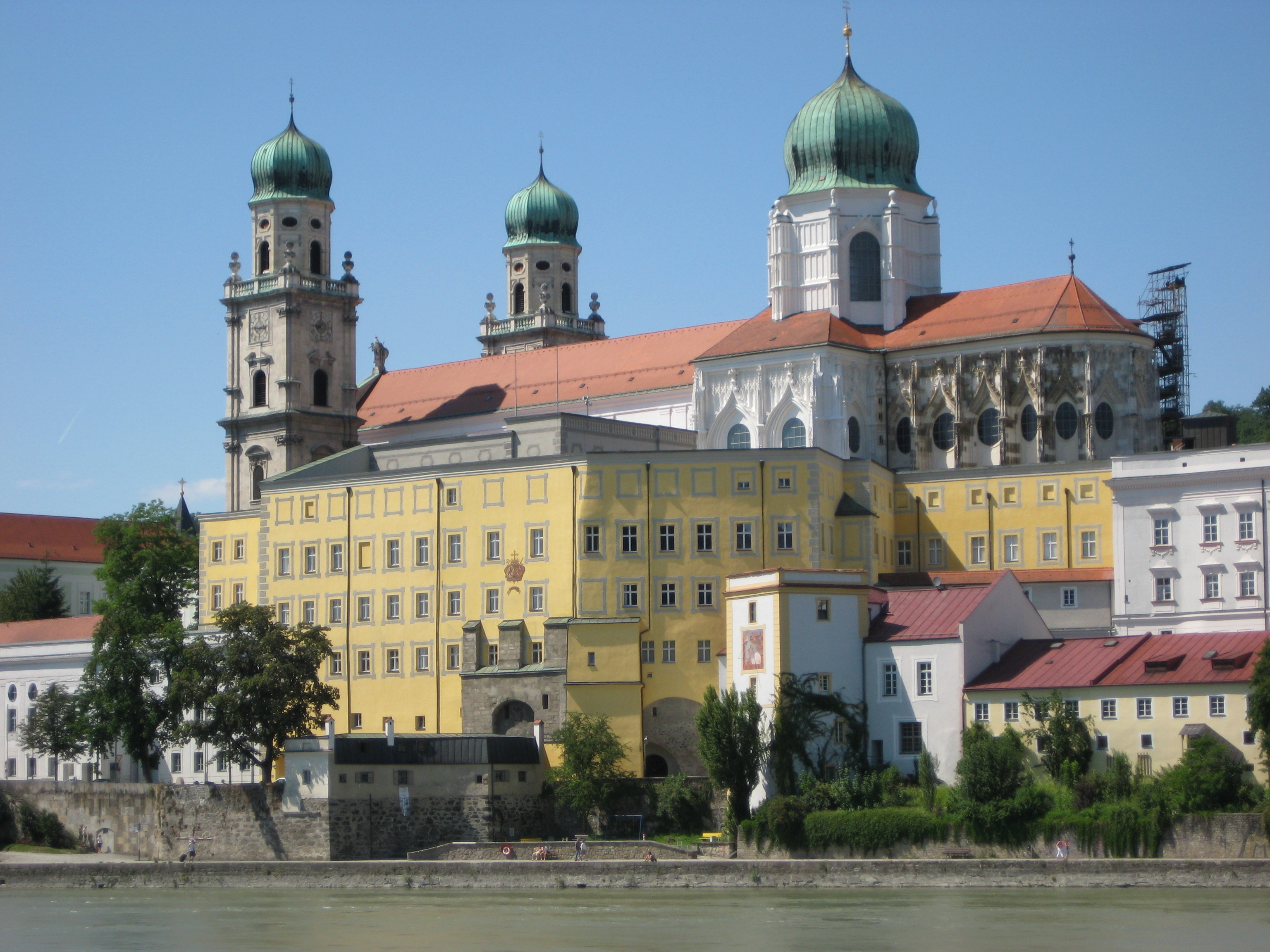
Der Dom St. Stephan, davor die Alte Residenz

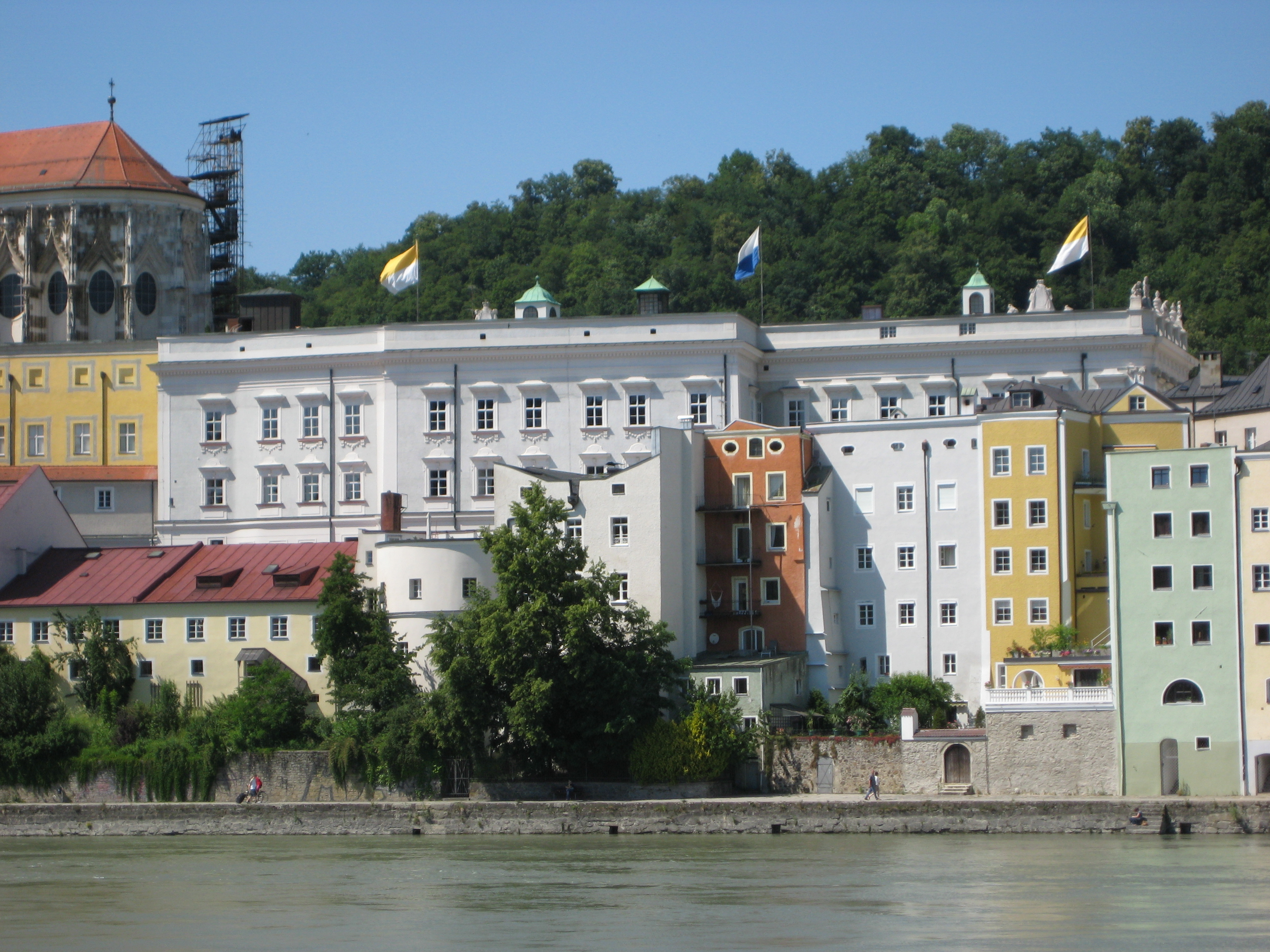
Neue Residenz

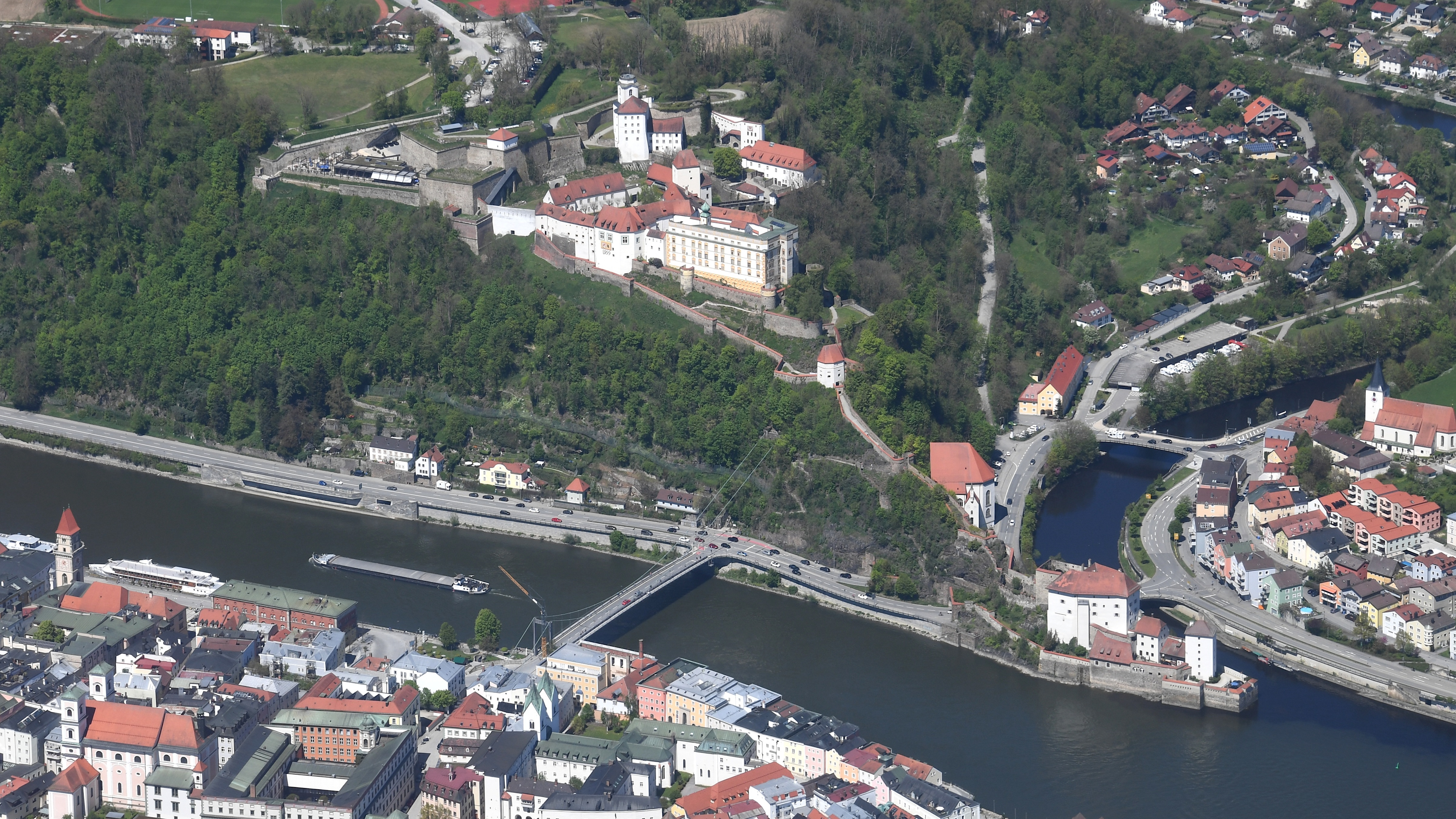
Veste Oberhaus (oben) und Veste Niederhaus (rechts unten)

### Bistum
Das Bistum Passau wurde im Jahr 739 von Bonifatius gegründet.
Verschiedene Urkunden und Briefe aus dem 10. Jahrhundert (Lorcher Fälschungen) sollten jedoch belegen, dass es aus dem antiken Bistum Lauriacum hervorgegangen sei. Bischof Vivilo soll seinen Sitz nach Passau verlegt haben, als die Awaren Lorch zerstörten. Damit sollte im 13. Jahrhundert ein historisches Vorrecht gegenüber dem Erzbistum Salzburg begründet werden und der Anspruch auf ein eigenes Erzbistum.

### Anfänge des Hochstifts
999 wurde vom damaligen Kaiser Otto III. die Gerichts- und Verwaltungshoheit, das Markt-, Münz- und Zollrecht über die Stadt Passau dem Bischof Christian von Passau übertragen. Damit war der Bischof erstmals politisches Oberhaupt der Stadt. Vorübergehend musste er diese Rechte im Investiturstreit 1078 an den von König Heinrich IV. eingesetzten Burggrafen Ulrich von Passau wieder abgeben, jedoch nur für kurze Zeit. Bereits 1099 gab der Kaiser die Rechte an das Hochstift zurück.
Kaiser Friedrich I. schenkte 1161 das reichsunmittelbare Kloster Niedernburg mit seinen Besitzungen und Vorrechten dem Domstift. Das umfangreiche Gebiet war jedoch von der vom Reich verliehenen Grafschaft im Ilzgau (comitia in Ylskeu) sowie Vogteien und Lehen durchsetzt. 1207 konnte die Grafschaft erworben werden. Auch große Teile der Grafschaft Windberg gelangten vom Herzog von Meran zum Hochstift. 1217 bestätigte Kaiser Friedrich II. dem Hochstift das Land der Abtei (Abteiland) nördlich von Passau. 1227 erfolgte der Kauf der Herrschaft Viechtenstein.
Bischof Otto von Lonsdorf löste 1262 das Hochstift aus der Schirmvogtei der bayrischen Herzöge und erwarb damit die Reichsunmittelbarkeit.

### Bayerische und österreichische Ansprüche
Der beträchtliche Wohlstand des Hochstifts weckte in den folgenden Jahrhunderten immer wieder Begehrlichkeiten bei seinen Nachbarn Bayern und Österreich. 1248 erlangte der bayerische Herzog Otto II. die Herrschaft über das Kloster St. Nikola und die damit verbundene Hofmark. Fortab gehörte St. Nikola zu Bayern und lag außerhalb des Hochstifts Passau. 1289 riss Herzog Albrecht I. von Österreich die Herrschaft Falkenstein an sich und verschob damit die Grenze des Hochstifts zu Österreich nach Westen.
1387 kam es zu offenen Auseinandersetzungen zwischen gleich drei Bewerbern um das Bischofsamt, nämlich dem Domdechanten Hermann, Ruprecht von Berg und Georg von Hohenlohe, bis nach drei Jahren Georg die Oberhand behielt. Der gelehrte Leonhard von Laiming (1424–1451) verschönerte die Stadt, die Residenz und die Passau beherrschenden Schlösser nach den Feuersbrünsten von 1435 und 1437. Unter seinem Nachfolger Ulrich von Nußdorf fanden 1478 in Passau Judenverfolgungen statt.
Die Herrschaft Rannariedl wurde am 15. November 1487 auf Wiederkauf von Bischof Friedrich Graf von Öttingen an Herzog Georg den Reichen verkauft. Durch den Landshuter Erbfolgekrieg 1504/1505 fiel diese Herrschaft an Maximilian I. und somit an Österreich.
Der westliche Teil der Herrschaft, die „Sieben künischen Dörfer“ Wollaberg, Heindlschlag, Hintereben, Jandelsbrunn, Rosenberg, Aßberg und Grund sowie das Gericht Wildenranna, bildeten nun eine große österreichische Enklave im hochstiftlichen Gebiet. Die Grafschaft Hals, die 1517 an die Wittelsbacher fiel, bildete eine bayerische Enklave, während andererseits Aigen am Inn eine hochstiftliche Exklave in bayerischem Gebiet war.

### Konsolidierung des hochstiftlichen Gebietes
Von einem modernen Flächenstaat war das Hochstift Passau lange Zeit weit entfernt, denn es gab keine einheitliche Grundherrschaft oder Gerichtsbarkeit, sondern mehrere gleichzeitig wirksame Obrigkeiten mit verschiedenen Besitzrechten und Privilegien.
1552 wurde der Passauer Vertrag geschlossen, der ein Wegbereiter für die Tolerierung der Konfessionen im Augsburger Religionsfrieden war. 1592 gelang Bischof Urban von Trennbach der Erwerb der Herrschaften Buchberg, Wildenstein und Röhrnbach. Auch verschiedene Güter der Herrschaft Saldenburg wurden zu dieser Zeit angekauft. Urban von Trennbach vertrieb alle Protestanten aus Passau und wirkte bei der Gegenreformation Rudolfs II. in Österreich mit. Zu den bedeutenderen Passauer Fürstbischöfen dieser Zeit gehörten noch zwei Erzherzöge von Österreich: Leopold und Leopold Wilhelm. Ersterer gründete 1618 die Ortschaften Leopoldsreut, Herzogsreut und Schwendreut.
Im Jahre 1662 legte ein Brand die Stadt Passau in Schutt und Asche, die Stadt entwickelte beim Wiederaufbau ihr heutiges südländisch anmutendes barockes Aussehen. Bischof Kardinal Johann Philipp von Lamberg erwarb die letzten weltlichen Hofmarken Empertsreut und Wartberg bei Perlesreut sowie Großwiesen und Kaltenstein bei Röhrnbach. Er gründete im Grenzgebiet zu Böhmen die Ortschaften Philippsreut (1692), Mauth (1698), Zwölfhäuser (1699), Vierhäuser (1699), Hohenröhren (1700), Heinrichsbrunn (1703), Finsterau (1704) und Bischofsreut (1705).
1691/1692 erfolgte eine Abmarkung zu Bayern mit Grenzsteinen zwischen Lusen und Geistlichem Stein bei Ringelai. Strittig war auch jahrhundertelang die Abgrenzung des unwegsamen Waldgebietes im Nordosten zu Böhmen. Erst zwischen 1752 und 1772 konnte eine lineare Landesgrenze festgelegt werden.
Bischof Joseph Dominikus von Lamberg erwarb 1730 die Grafschaft Neuburg für 515.000 Gulden und 1.000 Dukaten. Er gründete die Ortschaften Raimundsreut (1721), Annathal (1724) und Frauenberg (1724).
1765 kaufte Bischof Leopold Ernst von Firmian die sieben künischen Dörfer und Wildenranna von Österreich für 137.787 Gulden zurück. Im selben Jahr verfügte die Passauer Hofkammer, dass das Gebiet des Hochstifts nicht mehr „Land der Abtei“, sondern künftig nur noch „Fürstentum Passau“ genannt werden dürfe.
Als das Innviertel nach dem Frieden von Teschen 1779 zu Österreich kam, trat Bischof Leopold Ernst Graf von Firmian am 27. Juni 1782 das rechts der Donau gelegene Gebiet um Viechtenstein und die rechts des Inns gelegene Herrschaft Obernberg-Riedenburg an Österreich ab. Seine Gründungen im Grenzgebiet zu Böhmen sind die Ortschaften Vorder-, Mitter- und Hinterfirmiansreut (alle 1764).
Die letzte bischöfliche Ortsgründung an der böhmischen Grenze war Auersbergsreut durch Fürstbischof Joseph Franz Anton von Auersperg im Jahr 1786.

### Auflösung des Hochstifts
Durch den Reichsdeputationshauptschluss wurde das Hochstift Passau unter Fürstbischof Leopold Leonhard Raymund von Thun am 22. Februar 1803 säkularisiert. Die Stadt und die Festung mit dem westlichen Teil des Hochstifts kamen an Bayern, der größere östliche Teil kam zunächst in den Besitz des bisherigen Großherzoges der Toskana Ferdinand, der nun Kurfürst von Salzburg wurde, und nach dem Frieden von Pressburg 1806 ebenfalls an Bayern. Bei der Säkularisation umfasste das Gebiet des Hochstifts 991 km² mit über 52.000 Einwohnern.
Der letzte Passauer Fürstbischof von Thun konnte sich mit diesen Veränderungen nicht abfinden und lebte bis zu seinem Tod im Jahr 1826 auf seinem Besitz in Cibulka bei Prag.